# Richard Hatch (osobowość telewizyjna)
Richard H. Hatch, Jr., ps. Rich (ur. 8 kwietnia 1961 w Newport w stanie Rhode Island, USA) – osobowość medialna, zwłaszcza telewizyjna.
Syn Richarda Hatcha, Sr., technika laboratoryjnego, oraz pielęgniarki Margaret, zwanej „Peggy”.
Wsławił się jako uczestnik pierwszej edycji amerykańskiego reality show Survivor (odpowiednik Wyprawy Robinson), znanej pod podtytułem Borneo (gdzie, m.in., program nagrywano). Show ostatecznie wygrał, w nagrodę otrzymując krocie w wysokości miliona dolarów. W 2003 roku, już jako gwiazdor, wziął udział w ósmej edycji programu zatytułowanej Survivor: All-Stars.
Przed udziałem w telewizyjnym programie, pracował jako trener w rodzinnym Newport. Spędził pięć lat w United States Army, dwa z nich – w Akademii Wojskowej Stanów Zjednoczonych. Był także sprzedawcą samochodów i barmanem.
Autor książki 101 Survival Secrets: How to Win $1,000,000, Lose 100 Pounds, and Just Plain Live Happily.
Jest gejem. W 1998 adoptował syna. W 2005 roku w Nowej Szkocji zawarł związek małżeński z Emiliano Cabralem. W 2017 po 14 latach małżeństwa rozwiedli się. 